# Знаменитые и выдающиеся хорваты и достойные упоминания лица в хорватской истории 925—1925
Знаменитые и выдающиеся хорваты и достойные упоминания лица в хорватской истории 925-1925 — словарь биографий известных и достойных хорватов.
Полное название словаря — «Знаменитые и выдающиеся хорваты и выдающиеся личности в истории Хорватии с 925 по 1925 гг.: с обзором истории Хорватии, Боснии и Истрии, хорватской литературы и развития хорватского языка, а также правителей, герцогов, банов и епископов, в качестве вступления: по случаю празднования 1000-летия Хорватского королевства».
Этот энциклопедический проект был инициирован и отредактирован Эмилием Лашовским, который написал более пятисот из трех тысяч биографий.
Книга содержит обзор истории Хорватии, Боснии и Истрии, хорватской литературы и развития хорватского языка, правителей, герцогов, банов и епископов.
Он был опубликован по случаю празднования 1000-летия Хорватского королевства.
Он был напечатан в Загребе в 1925 году. Содержит многочисленные иллюстрации. Переиздание было опубликовано в 1990 году.